# Bebopnepkapoentje
Het bebopnepkapoentje (Rhyzobius lophanthae) is een keversoort behorend tot de familie lieveheersbeestjes (Coccinellidae]) De wetenschappelijke naam van de soort werd voor het eerst voorgesteld door Frank Ellsworth Blaisdell in 1892. 

## Kenmerken
Het bebopnepkapoentje is een klein lieveheersbeestje met een lichaamslengte tussen 1,7 en 2,85 millimeter en een breedte tussen 1,35 en 2,0 mm. De kop en prothorax zijn roodbruin, evenals de onderkant, beide zijn dicht bedekt met zowel een korte als langere beharing. De dekschilden zijn zwartachtig, vaak met een metaalachtige bronzen glans. De larven zijn donkerbruin van kleur, de huid is bedekt met stevige stekels.

## Verspreiding
Het bebopnepkapoentje komt inheems voor in Australië en is hier te vinden in de staten Queensland en Zuid-Australië. Het werd in 1892 in Californië geïntroduceerd in een poging om de schildluis Saissetia oleae te bestrijden. Sindsdien heeft het zich over een groot deel van het zuiden van de Verenigde Staten verspreid. De kever is ook te vinden in Europa, waar de soort is uitgezet in kassen.

## Levenswijze
Zowel volwassen als larven voeden zich met schaalinsecten, en vooral met schildluizen in alle stadia van hun ontwikkeling; ze voeden zich ook met wolluizen. De jongere keverlarven kruipen onder de beschermende schaal van het volwassen schaalinsect en voeden zich met de schildluisnimfen voordat ze zich verspreiden. Schildluizen zijn een plaag voor citrusvruchten, ze zuigen het sap uit de planten. 

## Toepassing
De lieveheersbeestjes zijn gebruikt bij biologische ongediertebestrijding om het aantal schildluizen in het gewas te verminderen.